# Ринар, Даго
Даго Ринар (англ. Dago Rynar, собственно Дагоберт Ринар, нем. Dagobert Rynar; 23 февраля 1897, Шубин, Пруссия, ныне Польша — 23 февраля 1969, Нью-Йорк) — немецкий врач и физиолог еврейского происхождения.

## Биография
Родился в Шубине (Пруссия) 23 февраля 1897 года.
Получил медицинское образование в Берлине, в 1931—1937 гг. работал врачом в Энгене. После этого эмигрировал в США и в 1939 году открыл частную врачебную практику в Лейквуде, штат Нью-Джерси.
Будучи квалифицированным виолончелистом-любителем, играл в ансамбле с Альбертом Эйнштейном. Наиболее известен как соавтор виолончелиста Хуго Беккера по книге «Техника и искусство игры на виолончели» (нем. Mechanik und Ästhetik des Violoncellospiels; 1929, русский перевод 1978), для которой Ринар, ученик и последователь Фридриха Адольфа Штейнхаузена, разрабатывал вопрос о физиологических аспектах игры на этом инструменте.
Умер в Нью-Йорке 23 февраля 1869 года.
В 2022 году в память о Ринаре и его жене Эдит в Энгене установлен памятный знак («камень преткновения»).